# جيف هاستينغز
جيف هاستينغز (بالإنجليزية: Jeff Hastings)‏ هو متزلج قفز أمريكي، ولد في 25 يونيو 1959 في ماونتين هوم في الولايات المتحدة.

## وصلات خارجية
- جيف هاستينغز على موقع الاتحاد الدولي للتزلج (القفز التزلجي) (الإنجليزية)
- جيف هاستينغز على موقع أوليمبيديا (الإنجليزية)